# Agpgart
GART (graphics address remapping table) è un modulo del kernel dei sistemi operativi Linux e Solaris che fornisce supporto alle possibilità di trasferimento dati specifiche delle schede video AGP.
Il driver AGPgart sfrutta la memoria primaria del sistema per migliorare la visualizzazione grafica.
Questa caratteristica è utile per componenti privi di memoria video dedicata, come le schede grafiche integrate Intel e AGP, che devono riservare parte della memoria primaria per il loro buffer video.

## Storia
AGPgart nasce come parte di un progetto per lo sviluppo di un driver MesaGL accelerato. Destinato principalmente alla versione 2.4 del kernel Linux, è stato poi adattato per mezzo di patch al più datato kernel 2.2.
Dave Jones, dei SUSE Labs, con il contributo del progettista originario Jeff Hartmann, ha profondamente ristrutturato agpgart per adattarlo ai kernel Linux della serie 2.6.